# Raymond Burgard
Pour les articles homonymes, voir Burgard.
Raymond Burgard, né le 15 septembre 1892 à Troyes et mort le 15 juin 1944 à Cologne, est un résistant français.

## Biographie
Né de parents alsaciens venus en France après 1871, il s'engage dans le scoutisme des éclaireurs de France et il sera chef de groupe à Sarreguemines, commissaire régional en Tunisie puis aux Antilles.
D'origine alsacienne, il est agrégé de grammaire en 1928. Venu de Sarreguemines, ce catholique militant de la Jeune République est nommé en septembre 1937 professeur de lettres au lycée Buffon à Paris. Une des salles du lycée est par ailleurs baptisée de son nom. Syndicaliste, il est candidat du Syndicat du personnel de l'enseignement secondaire (SPES) aux élections du Conseil supérieur de l'Instruction publique (CSIP) en mai 1938. En septembre, il rejoint le camp des anti-munichois.

## Occupation
Résistant de la première heure, il fonde le mouvement de résistance Valmy le 21 septembre 1940, avec quatre amis issus du groupe catholique de gauche Jeune République. Le groupe rédige de multiples papillons, collés sur les murs parisiens ou sur les affiches de l'occupant. L'un d'eux, reprenant la phrase prononcée par Marcel Astier lors de l'attribution des pleins pouvoirs à Pétain proclame : Vive la République, quand même !
Burgard rédige aussi des tracts en allemand, destinés à saper le moral des troupes d'occupation et les appelant à la désobéissance. En janvier 1941, paraît le premier numéro du journal Valmy, tiré à 50 exemplaires. Burgard en a rédigé l'éditorial, intitulé Certitudes.
Il collabore également au journal clandestin La France continue animé par Annie et Henri de Montfort, Suzanne Feingold, l’historien Émile Coornaert, le diplomate Paul Petit et l’écrivaine Marietta Martin.
Se sentant protégé par son origine alsacienne, Raymond Burgard ne craint pas de participer ouvertement aux manifestations qu'il contribue à organiser. Il encourage même ses élèves du lycée Buffon à participer à la manifestation du 11 novembre 1940 au cours de laquelle son fils est arrêté, puis relâché. En mai 1941, il participe aux commémorations de Jeanne d'Arc qui rassemblent plusieurs milliers de personnes chantant La Marseillaise.

## Arrestation et déportation
Combat Zone Nord qui diffusait Valmy est démantelé à partir de février 1942 et Raymond Burgard est arrêté à son domicile par la Geheime Feld Polizei (GFP), le 2 avril 1942. Des lycéens du lycée Buffon manifestent pour sa libération. Il est déporté à la prison de Sarrebruck en  vertu du décret Nacht und Nebel.
Le 16 octobre 1943, avec Paul Petit et Marietta Martin, il est condamné à mort par le 2e sénat du Volksgerichtshof. Le 15 juin 1944, il est guillotiné à la prison de Cologne.
En 1943, son épouse pose pour La femme assise de René Iché représentant l'intense désespoir d'une jeune femme, la tête penchée et le visage enfoui dans sa paume droite[réf. nécessaire].

## Le journalValmy
« — J. Oberlé : Pourquoi avez-vous choisi ce titre ?

— P. Simon : C'est parce que la bataille de Valmy est la première de la Révolution où les Français aient repoussé les Prussiens. C'est pour cela aussi que notre petit journal portait à côté du titre la devise : "Un seul ennemi, l'envahisseur."

— J. Oberlé : Et comment fabriquiez-vous votre journal ?

— P. Simon : ça n'était pas commode. Le premier numéro parut en janvier 41. Nous l'avons imprimé avec une imprimerie d'enfant. Cela nous prit un mois pour imprimer 50 exemplaires. Chaque exemplaire se composait d'une simple feuille de papier, imprimée recto et verso. »— Interview à la BBC, de Paul Simon par Jean Oberlé, 3 février 1942. In Les Voix de la Liberté, Documentation Française, 1975.

## Hommages
Raymond Burgard fait partie des écrivains morts pour la France dont le nom figure au Panthéon de Paris sous une plaque portant la mention : « Ici sont enfermés les hommages rendus le 2 juillet 1949 aux écrivains morts pour la France pendant la guerre 1939-1945 ». Son nom est mentionné sous la forme « R. Burgard. »

## Décoration
- Médaille de la Résistance française avec rosette à titre posthume (décret du 24 avril 1946)[3]